# Caspar Wilhelm von Munthe af Morgenstierne
Caspar Wilhelm von Munthe af Morgenstierne (født 4. marts 1744 i København, død 20. september 1811 på Gammelgård) var en dansk officer, godsejer og stiftamtmand, bror til Otto Christopher von Munthe af Morgenstierne og far til Otto von Munthe af Morgenstierne og Jacob Wilhelm von Munthe af Morgenstierne.
Han var en søn af justitsråd Bredo von Munthe af Morgenstierne, dimitteredes 1758 privat til Universitetet, blev samme år karakteriseret kornet i kavaleriet, udnævntes 1760 til virkelig kornet og 1762 til løjtnant, 1763 til kaptajn i infanteriet og 1765 til chef for grenaderkompagniet i det holstenske Infanteriregiment, fik 1769 tilladelse til at gå i russisk krigstjeneste, indlagde sig der megen berømmelse for sin tapperhed og avancerede til premiermajor, men såredes hårdt under stormen på Bender 1770 og opgav derefter sin stilling i den russiske hær. 1772 udnævntes han til major i den danske armé og 1773 til generaladjudant, men sattes 1774 à la suite og kastede sig nu over landvæsenet, købte Lundbygård ved Vordingborg, senere – efter at han 1781 var bleven dimitteret fra armeen – Gammelgård på Lolland og tog levende del i kampene om landboreformerne, med hensyn til hvilke han delvis stillede sig på et konservativt stade trods sin øjensynlig varme interesse for bondestanden.
1795 indtrådte han på ny i statstjenesten som amtmand over Havreballegård og Stjernholm Amter, overtog desuden 1799 Skanderborg og Åkær Amter, var fra 1803 tillige stiftamtmand over Aarhus Stift, forflyttedes 1804 derfra til den tilsvarende stilling i Lolland-Falsters Stift, i hvilken han bl.a. indlagde sig fortjeneste ved sin holdning under englændernes overfald. Han døde 20. september 1811 på Gammelgård. 1774 var han blevet kammerherre og 1808 Storkors af Dannebrog.
Han blev 13. marts 1772 gift med Anna Petra Cathrine de Flindt (20. november 1750 – 19. oktober 1814), en datter af konferensråd Henrik de Flindt.